# 黑坊主

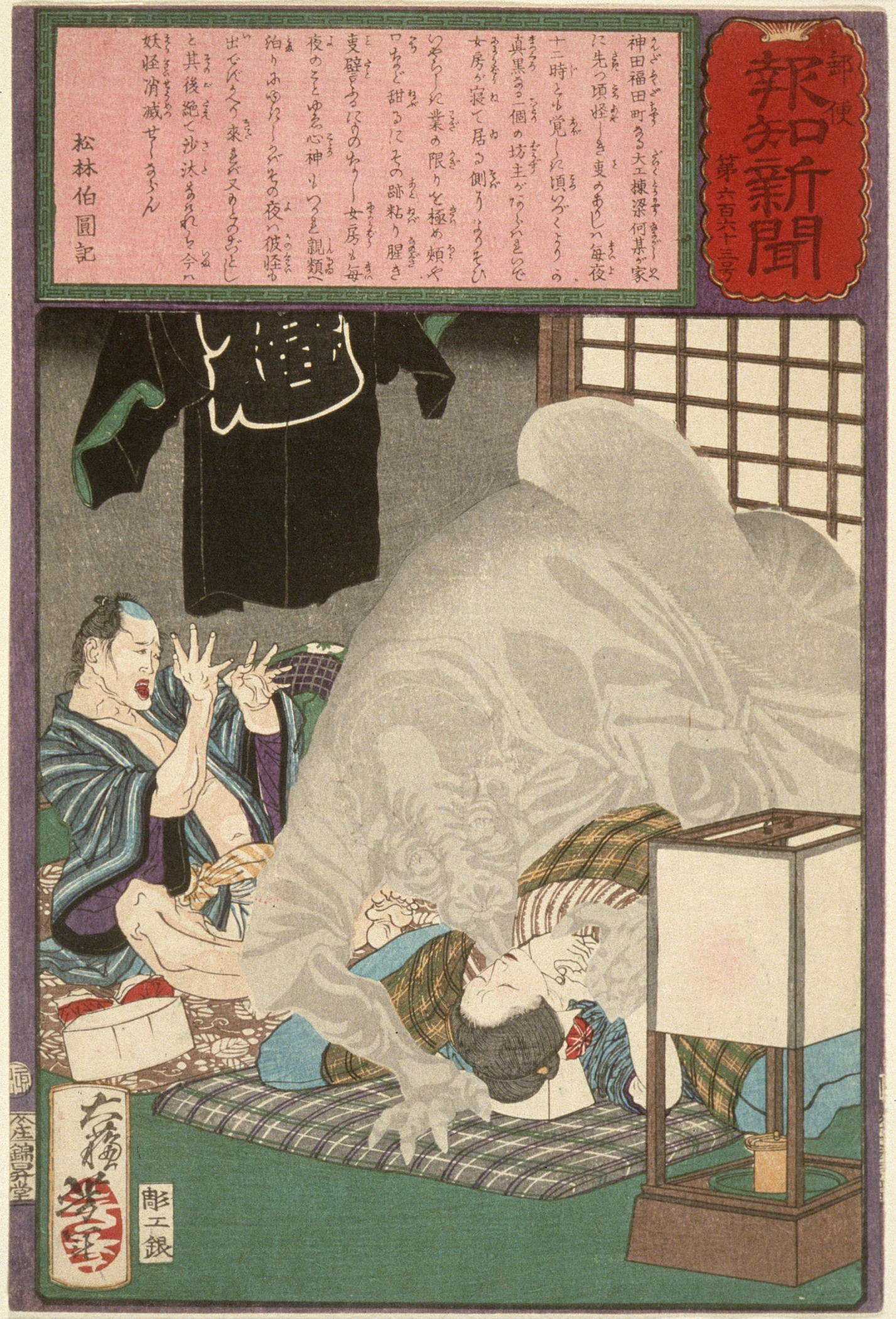
『郵便報知新聞』第663號（月岡芳年畫） 襲擊神田女性的黑坊主

黑坊主（くろぼうず）是在明治時代的東京、熊野的民話、江戶時代的奇談集『三州奇談』等登場的妖怪。黑色坊主（和尚）樣貌的妖怪。

## 概要
根據『郵便報知新聞』第663號的報導，毎晩出現在東京都神田福田町的某木匠家，吸取睡眠中其妻的氣息、並舔其妻的嘴巴、臉頰。牠會發出讓人難耐的臭味，難以忍受的這家人逃到親戚家，黑坊主便不再出現。
東京的黑坊主，如其名是黑色的坊主樣貌。據說是只有嘴巴的妖怪，因此也有野箆坊的一種之說。
又，在熊野的七川（現・和歌山縣），山中有襲擊人類的漆黑怪物稱作黑坊主，據說有人在遭遇怪物之際，怪物的身高伸長3倍，以槍射擊，怪物伸長數丈之高，此人便飛也似的逃走。因此被視同會越長越高的妖怪・高坊主的一種。同樣的根據『三州奇談』，石川縣能美郡（現・能美市）的長田川畔出現無法區分目鼻、手足的黑坊主，會越長越高，被人以杖突刺後，逃入河川中，據說正體是水獺。

## 脚注
1. 1 2 3  湯本豪一. . ふくろうの本. 河出書房新社. 2007: 91. ISBN 978-4-309-76096-4.
2. ↑  村上健司編著. . 毎日新聞社. 2000: 148–149. ISBN 978-4-620-31428-0.
3. ↑  水木茂. . 講談社+α文庫. 講談社. 1994: 244. ISBN 978-4-06-256049-8.
4. ↑  和田寛. . 名著出版. 1984: 13–16. ISBN 978-4-626-01124-4.
5. ↑  堀麦水. . 高田衛監修  (编).  第5巻. 国書刊行会. 2003: 164–165 [江戸時代]. ISBN 978-4-336-04275-0.

## 關連項目
- 大入道
- 海坊主
- 山地乳